# Torre della Zecca (Amsterdam)
La Torre della Zecca (in olandese: Munttoren; pronuncia: /'møŋtto:rǝ(ŋ)/), chiamata comunemente De Munt, è una celebre torre campanaria in stile rinascimentale della Muntplein ("Piazza della Zecca") di Amsterdam, nei Paesi Bassi. Venne costruita nel 1619-20 dall'architetto Hendrick de Keyser il Vecchio, sulle rovine della Regulierspoort, una parte delle mura medievali risalente agli anni ottanta del XV secolo.
L'edificio, che deve il proprio nome alla funzione di zecca che assunse tra il 1672 e il 1673, è classificato come rijksmonument nr. 3729.

## Ubicazione

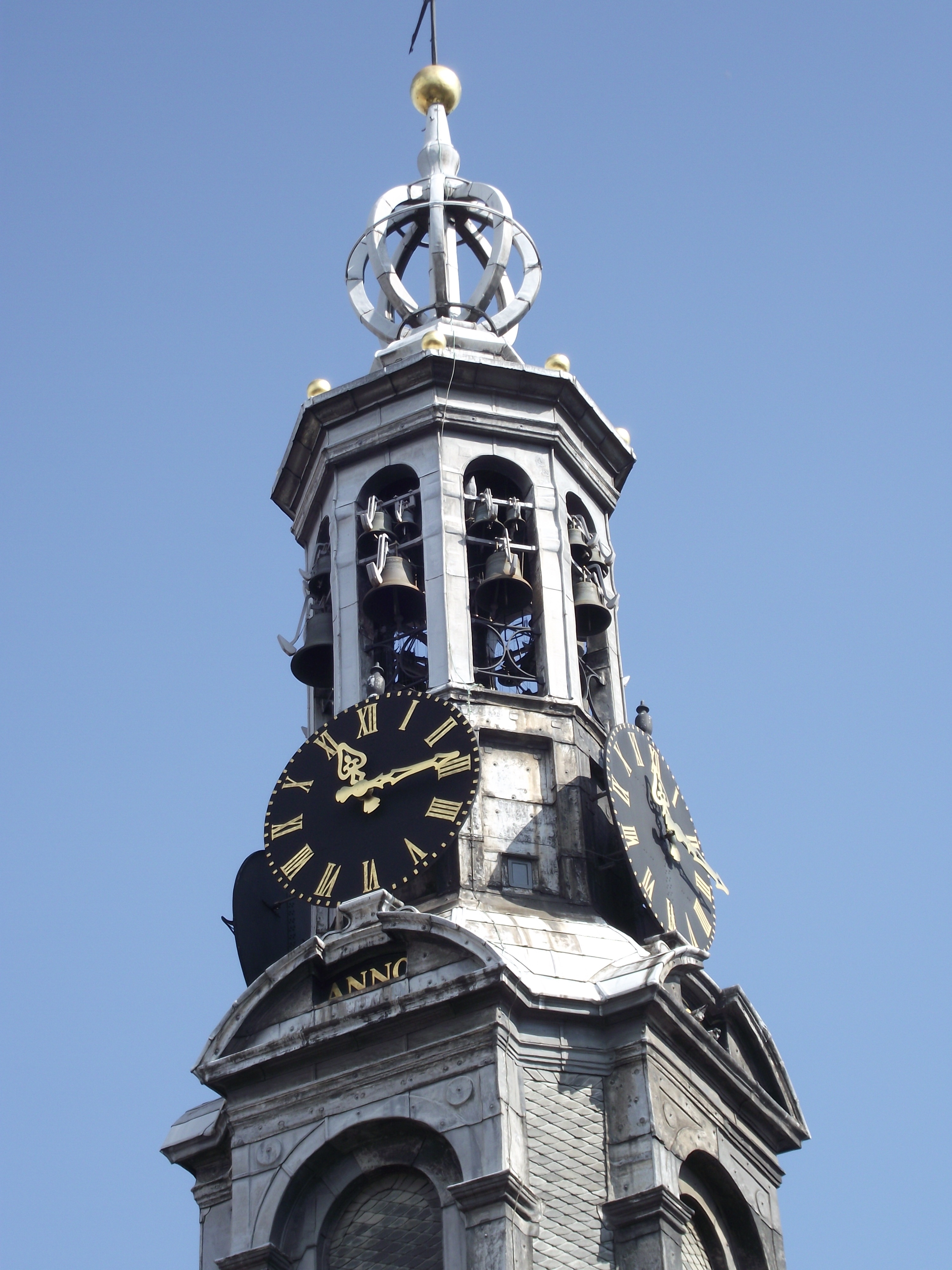
La guglia della torre.

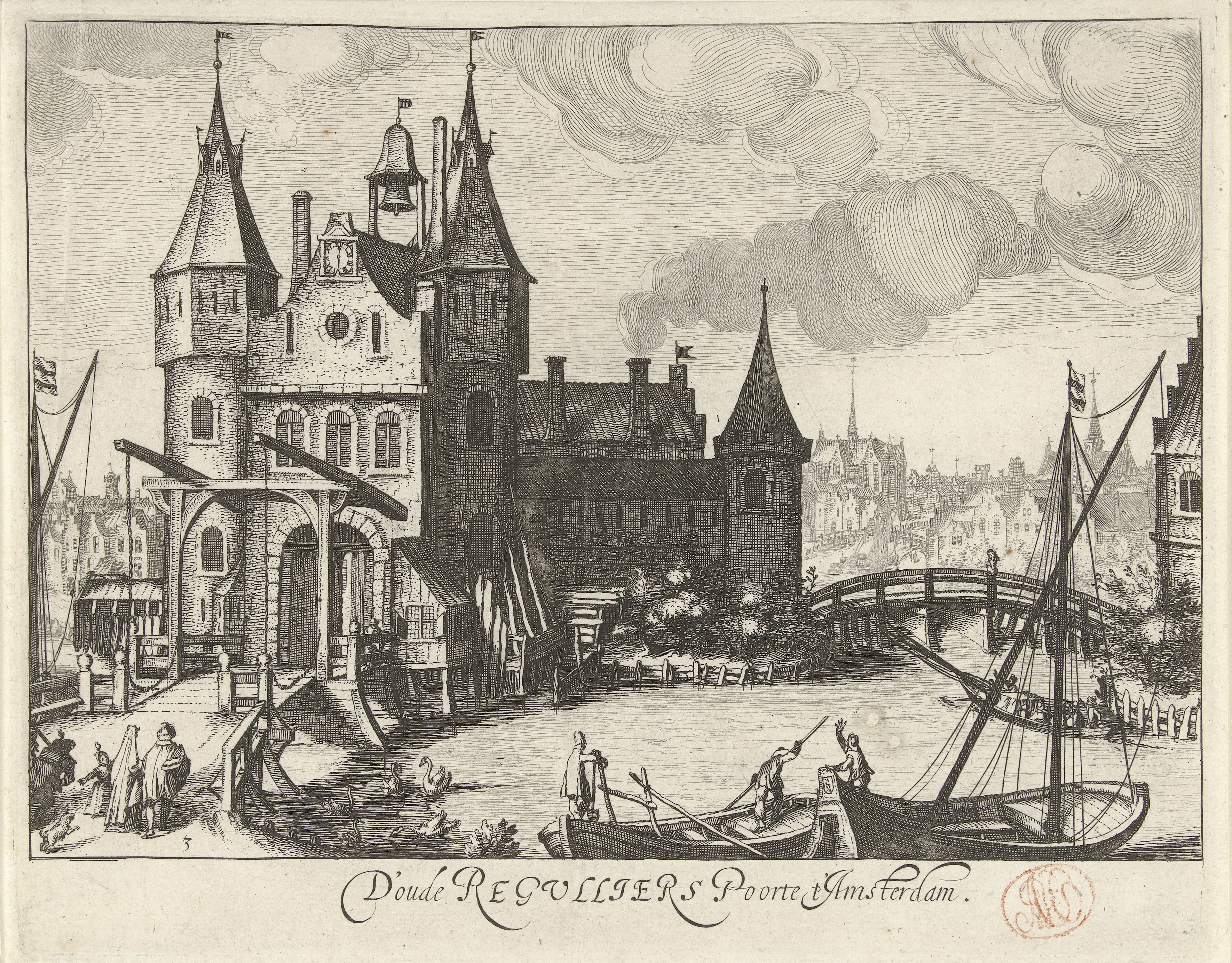
L'antica Regulierspoort.

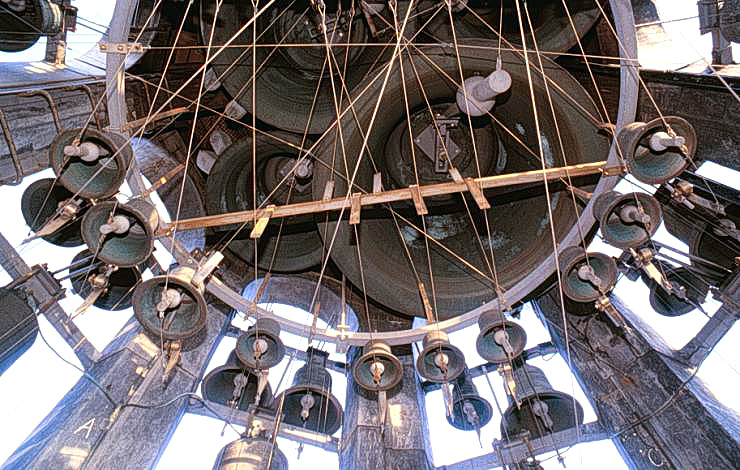
Le campane del carillon.

La torre si trova al confine tra la Nieuwe Zijde e la "Cerchia dei Canali Est" nel punto in cui il fiume Amstel si incontra con il canale Singel, tra il Bloemenmarkt, tra il mercato di fiori galleggiante sul Singel, la via per gli acquisti Kalverstraat e la Vijzelstraat, nei pressi del Teatro Tuschinski.

## Storia
In questo vi era una delle tre porte più importanti della città. La Regulierspoort, Porta dei Regolari, in riferimento all'antico Monastero dei Regolari che fu fondato nel 1394 nei pressi. Questa porta civica venne eretta fra il 1480 e il 1487 e si componeva di due torri gemelle con un corpo di guardia.
Nel 1618 un incendio distrusse l'edificio, risparmiando solo la base di una delle due torri.
Nel 1619 il grande architetto Hendrick de Keyser il Vecchio ristrutturò il complesso e alla torre occidentale vi aggiunse la caratteristica guglia di legno rivestita di lastre di piombo, che raggiunge l'altezza di 41 metri.
Nel 1699 i fratelli François e Pieter Hemony vi installarono un carillon composto da 19 campane. Tuttavia le campane vennero vendute nel 1873 (alcune di esse sono oggi conservate al Museo Storico di Amsterdam), ed oggi il nuovo carillon si compone di 38 campane.
La torre assunse il suo nome attuale di Munttoren, ovvero "Torre della Zecca", nel 1672, quando la città di Amsterdam, occupata dai francesi, fu deputata per due anni del diritto di coniare monete al posto di Utrecht.
Fra il 1885 e il 1887 il vecchio corpo di guardia venne istituito dall'attuale in stile Neorinascimentale.

## Riproduzioni
- Una riproduzione in scala 1:25 della Munttoren si trova nel parco di Madurodam a L'Aia[9]
- Una riproduzione della Munttoren si trova anche nel parco Mini-Europe, a Bruxelles[10]

## Caratteristiche
All'interno della torre si trova un carillon di 38 campane che risuona ogni 15 minuti.
Vi è anche annesso un negozio di ceramiche di Delft.